# 二港仔
二港仔是臺灣臺南市學甲區的一個傳統地域名稱，是舊時學甲十三庄宅港庄頭中的角頭聚落之一，屬於學甲慈濟宮八選區中的東北郊區，行政區曾經規劃為學甲鎮宅港里，然因原聚落地處於急水溪河畔，導致不時有嚴重水患發生，長久以來苦於水患之虞，現已遷村至西南方的新二港仔，目前行政區規畫為學甲區新榮里境內。

## 地理位置
原二港仔是宅仔港的西邊聚落，且隔著急水溪遙遙相望，北面是倒風寮（現為新芳聚落），東南面則是德安寮（即竹橋寮）。遷村後位於原聚落西南方，與三連路（南171線）相鄰，西面隔著三連路與新筏仔頭聚落遙遙相望。

## 庄頭脈絡
二港仔（Jī-káng-á）約於康熙末年即有來自福建漳州府安溪縣烏頭鄉來臺墾荒先民，嗣後隨著河川淤填倒風內海逐漸浮覆，早先來到學甲的居民子嗣也逐漸向浮覆地遷移，分別以中洲與學甲為移墾中心分支遷徙發展聚落，後形成兩個影響圈分別為中洲與學甲兩影響圈，而二港仔便是在其中的學甲影響圈系統。
原庄頭在德安寮之北的急水溪行水區內，係18世紀初期學甲後社李姓所拓墾之地，後再移入周、黃等姓，以庄北和庄西（在今楊元帥有應公廟附近）兩處簡易小港口和澎湖人貿易，與宅仔港一樣，以此地特產蕃薯籤交 換各種澎湖的鹽漬特產，因而才有「二港仔」之名 。 而另一個說法則是，本地為急水溪自海口向內地行走，這裡是第「二」個港口故稱之為二港仔，至於第一個港口並無明確的說法，惟一般認為應是北門區的蚵寮附近。
日治初期，根據《南部臺灣紳士錄》，學甲已經發展成為本區最大的中心聚落，宅仔港設保為宅仔港一保，民國57年（1968年）隨學甲升格為鎮而調整為宅港里，包括德安寮與二港仔，縣市合併後正式名稱為臺南市學甲區宅港里。 

## 遷村
因原聚落位在急水溪河道南岸，長久以來苦於水患之虞，滾滾溪水時常淹沒了庄頭，且此地又因為魚塭區域故不時皆會抽取地下水過多，以致造成地層下陷嚴重區域，故每每颱風豪雨即易釀成嚴重災害，於是便有遷村的聲浪出現。尤其是1989年9月莎拉颱風侵襲當地時，因急水溪的水位突然地暴漲，導致鄰近的2聚落163戶皆全部淹沒，此後才積極有遷庄之議。
雖有遷村的動機與倡議，直至1993年才拍板定案，然新二港仔的遷庄，因各方的意見不遂合分成兩派，所以就分成前後分兩批進行遷移，第一批17戶與筏仔頭32戶同時於1993 年遷庄，於新筏仔頭的171線路北重新聚庄，一般稱之為「新二港仔北庄」，而當初選擇此地有3大原因：其一，此地皆為農地取得容易；其二，庄前171線為學甲慈濟宮香路，不論上白礁或刈香，香陣都會路經這裡；其三，此地有產業道路可直通急水溪內的原庄，有如連結母庄臍帶。北庄17戶多為王、黃兩姓氏，王姓原籍嘉義縣義竹鄉龍蛟潭。第 二批的114戶（實際僅60多戶，現有70來戶）則遲至2002年開始南遷，遷移至學甲市區南邊重建庄頭，也就是一般所稱「新二港仔南庄」，聚居於新社區仁和街和仁利街。
目前，原二港仔的遺址皆已淨空無人居住，而新的聚落位置在於今學甲區中正路南端，當地居民都稱其為新二港。早期因為舊聚落時常遭遇淹水的窘境與災難，也因時任臺灣省政府決議遷村的部落的政策，讓部落民眾免受淹水之苦，另外當地民眾也擇定學甲區中正路南端，持續進行開發「二港仔新社區」聚落。 

## 交通
南7線為舊二港聚落唯一的主要道路，其支線可通往臺84線。另，急水溪環繞聚落的西、北、東三面，因而早期急水溪為早期聚落主要的水路，惟由於公路的陸續建造，並且聚落業已全數遷移，聚落對於道路而言僅是路經中的一片荒地。
新二港仔主要道路則是南171線，171線自西北向東南向而行。另不遠處則有南174線道路，174線經過二重港「竹圍仔」之後，即進入學甲區境內，由西往東可分成3大地區，即：中洲、學甲、山寮等3地區，其中學甲地區包括下溪洲仔、後社、學甲、三塊厝仔、新二港仔、東寮等。整個區域大抵由174線5公里處綿延至13.5公里處，總長度約為8.5公里。

## 宗教
玄聖宮為二港仔聚落的主要角頭公廟，主祀為玄天上帝，廟宇今之風貌為2007年所新建，歲時以原庄廟慶日的農曆2月29日為此地廟慶日。而此地除了庄廟聖玄宮 之外，在庄東另有柯姓的震虎宮，主祀虎爺其廟貌為2005年所新建。 

## 產業
居民大多數從事農漁牧經營，早期就有澎湖及蚵寮等商人專用竹筏載運醃漬蝦、蚵、魚、珠螺及鹹魚、什魚干等來此交換蕃薯簽干以帶回作為糧食。

## 史事
遽當地居民所述，在1895年日本即將全面接收臺灣之際，有抗日壯丁團長賴安邦得知日軍將於10月12日要進攻（接收）學甲頂洲，賴安邦便立即率領民兵前往急水溪畔（即舊時宅港的二港仔一帶），與日軍展開一番的激戰，同時並聯絡帶頭的林崑岡，要求其儘快募兵以支援戰事，只是最後終究仍不敵日本帝國的軍力而告失敗，僅只能留下一段義勇抗日的史事。  

## 圖集

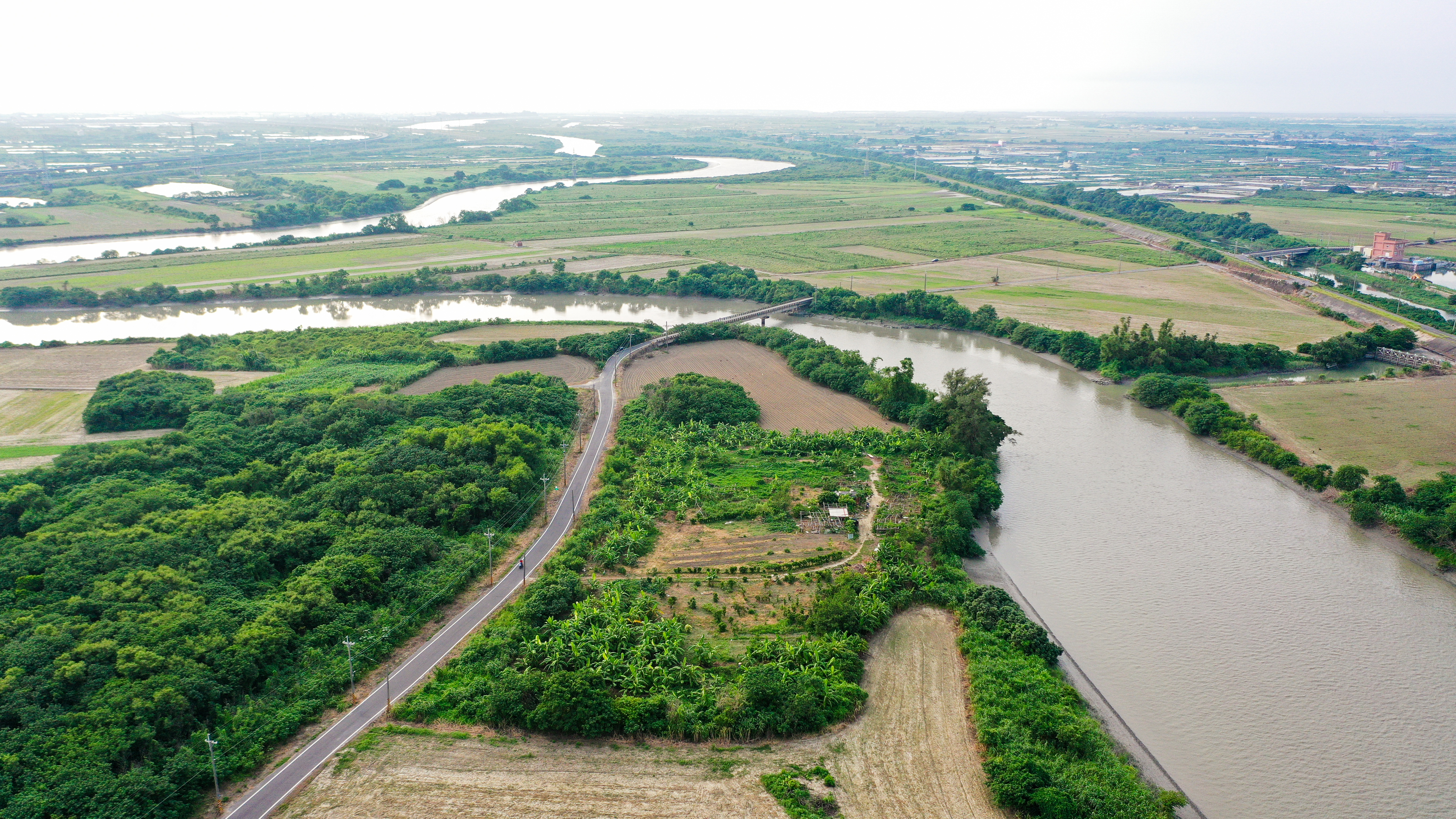
學甲舊二港仔-急水溪畔
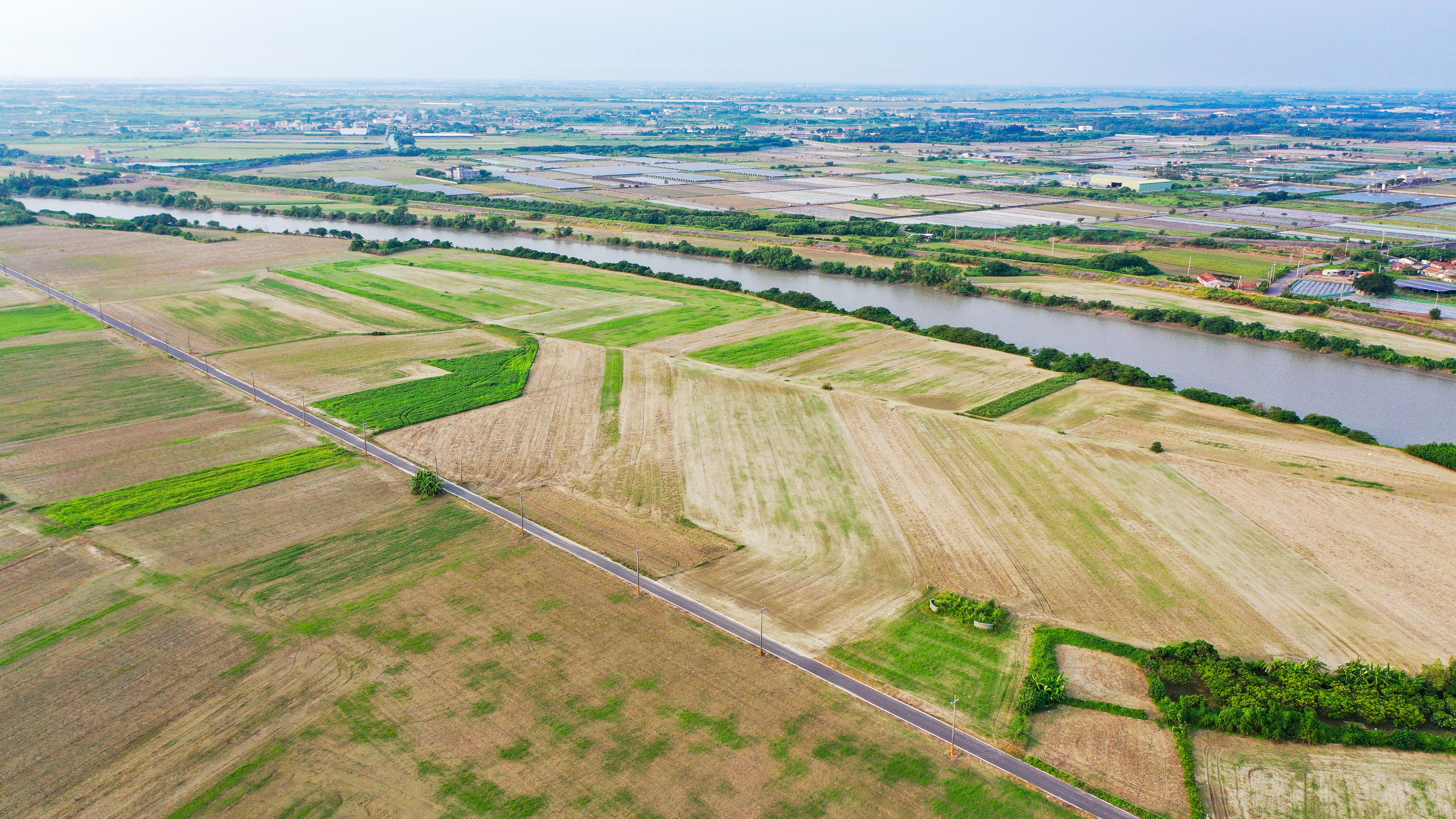
學甲舊二港仔-河畔農地
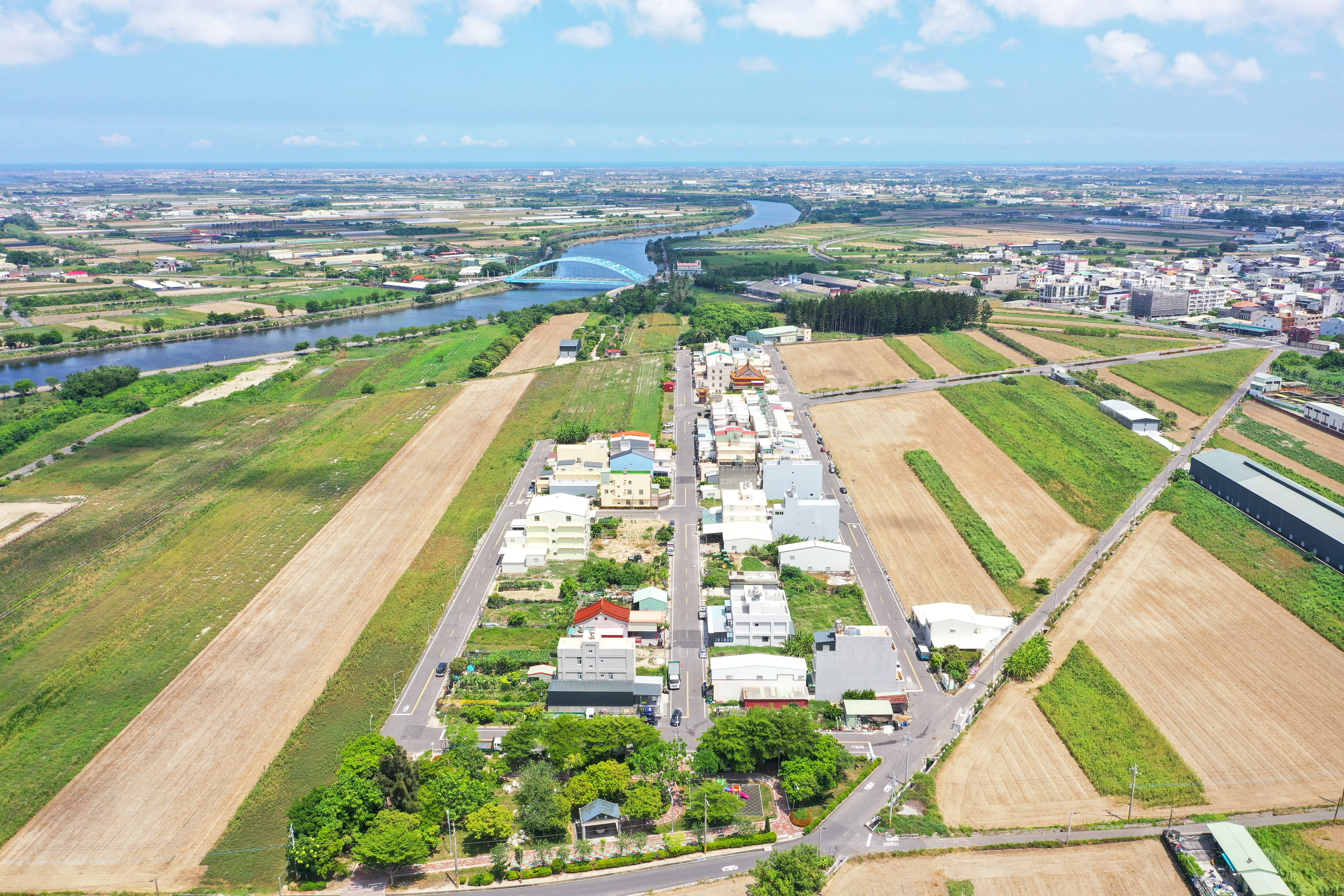
學甲新二港仔-空照
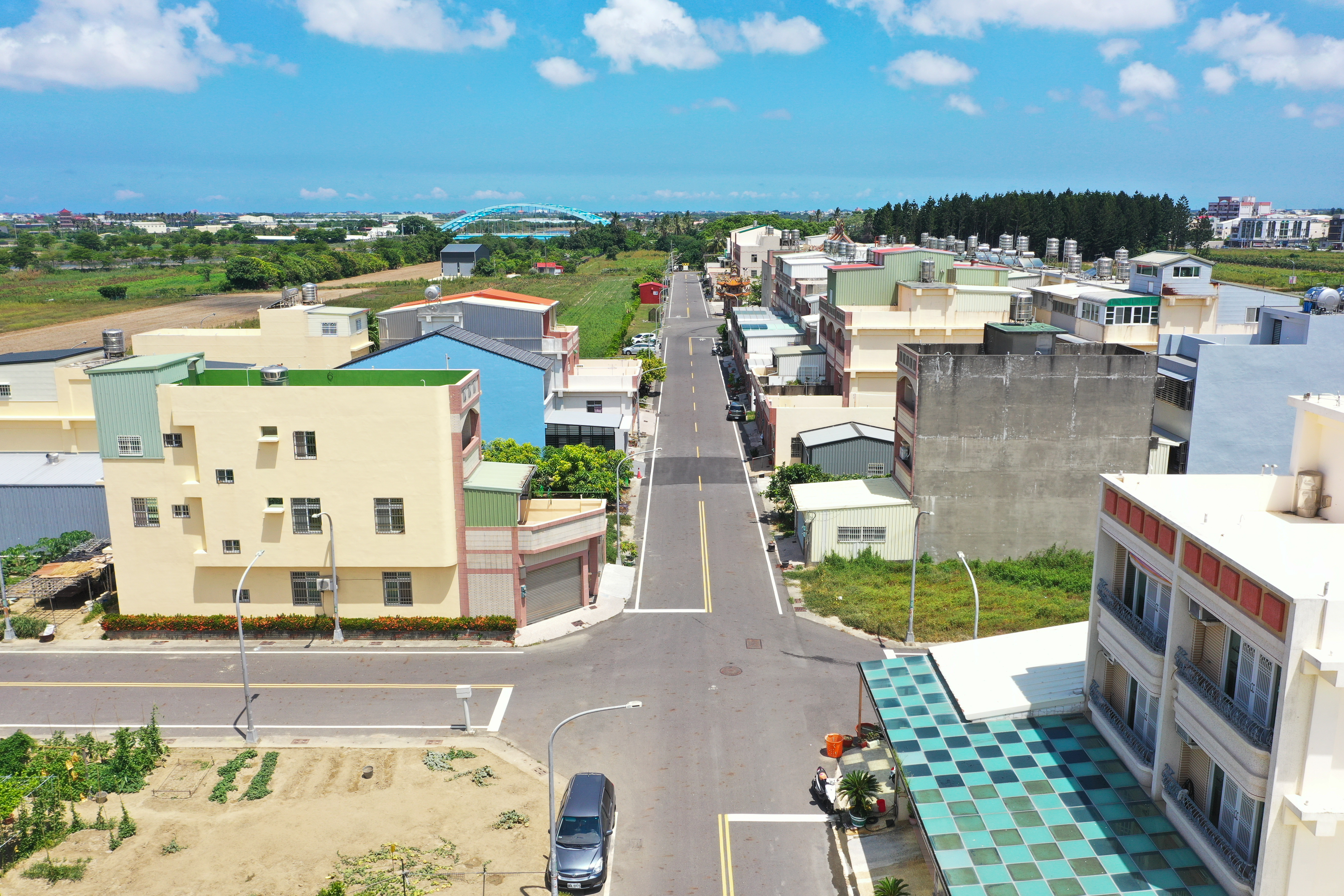
學甲新二港仔-主要道路
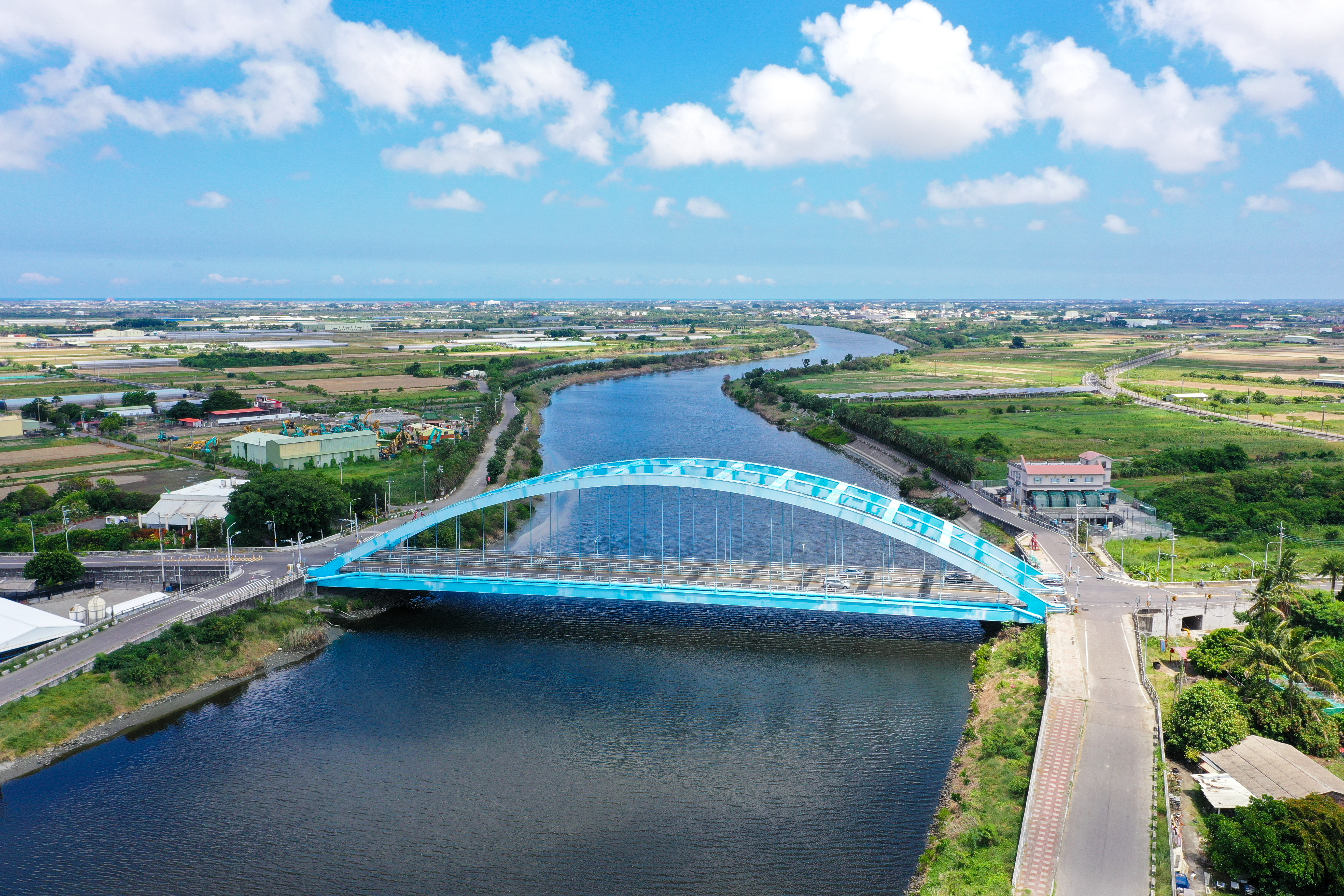
學甲新二港仔-聯外橋樑